# シャイニー薊
シャイニー薊（しゃいにーあざみ、1987年6月1日 - ）は、日本のフィジーカー、YouTuber、元料理人 。
本名は薊 優希（あざみ ゆうき)。服部栄養専門学校卒業。調理師免許所持。

## 大会成績
ボディビル
- 2008 JBBF 東京ボディビル選手権ジュニアの部 優勝

- 2008 JBBF 日本ジュニアボディビル 選手権4位

- 2010 JBBF 東京クラス別ボディビル 選手権75kg級 予選敗退

フィジーク
- 2014 USBB初代メンズフィジーク -170/オーバーオール優勝

- 2015 NPCJ All Japan Legends Classic メンズフィジーク-170優勝

- 2016 NPCJ Mola Cup メンズフィ ジーク-170優勝

- 2016 NPCJ ビーフ佐々木 メンズフィジーク-170準優勝

- 2016 NPCJ World Legends Classic クラシックフィジーク優勝

- 2017 NPCJ ビーフ佐々木 メンズフィジークオープンクラス-170/3位

- 2018 IFBB Pro League pro Qualifier classB メンズフィジーク 5位

- 2021年 IFBB×FWJ APRIL CHAMPIONSHIPS メンズフィジーク-170cm オーバーオール優勝